# Метцмахер, Рудольф
Рудольф Метцмахер (нем. Rudolf Metzmacher; 9 июня 1906 года, Шверин — 20 января 2004 года, Ганновер) — немецкий виолончелист. Отец Инго Метцмахера.
Учился в Лейпцигской консерватории у Юлиуса Кленгеля, затем совершенствовал своё мастерство под руководством Ганса Мюнха-Холланда, Дирана Алексаняна и Хуго Беккера. По завершении учёбы поступил первой виолончелью в Штеттинский городской оркестр, в 1930 г. стал концертмейстером Мюнхенского филармонического оркестра, в 1934 г. — Гамбургской оперы. В 1938—1951 гг. преподавал во Франкфуртской Высшей школе музыки, затем в Ганноверской Высшей школе музыки. Был наиболее известен как первая виолончель фестивального оркестра в Байройте и как виолончелист в известном струнном квартете Вильгельма Штросса.